# Nemes
Nemes è il nome dato al copricapo indossato dai sovrani egizi nell'antichità.

| n | T34 | m | s | V6 |

 nms

esistono anche le varianti:

| n · T34 · m | s | S28 |

 e 
| n | m | s |

Consisteva in una cuffia di stoffa, spesso lino, che avvolgeva il capo aprendosi lateralmente a esso in due ampie ali per poi ricadere sul petto e sulle spalle. Il nemes simboleggiava la natura divina del faraone, figlio del dio sole Ra, venuto in Terra a proteggere il suo popolo e la sua terra: l'Egitto.

Da varie pitture murali e anche dal corredo della tomba di Tutankhamon sappiamo essere stato il nemes decorato a strisce alternativamente blu e oro.

Al centro del nemes spesso si trovava l'ureo, l'immagine del serpente, posta a protezione del sovrano.